# Kill Your Friends
Pour plus de détails, voir Fiche technique et Distribution.
Kill Your Friends est un film britannique réalisé par Owen Harris, sorti en 2015.

## Synopsis
À Londres, 1997. Les groupes rock comme Blur, Oasis et Radiohead connaissent un succès phénoménal et l'industrie musicale a battu un record de chiffe d'affaire. Steven Stelfox est un jeune producteur de musique de 27 ans travaillant dans la division A&R d'un label. Ce jeune homme, cupide, drogué et ambitieux, recherche à tout prix le prochain tube et tente désespérément de sauver sa carrière. Depuis quelque temps le label est en perte de vitesse et le directeur artistique David Schneider est menacé. Steven espère obtenir son poste et manœuvre ainsi en coulisse pour accélérer son départ. Ainsi, il se sert de l'artiste de drum & bass Rage "découvert" par David (en réalité par Steven) dont la créativité est noyée par sa très forte toxicomanie, et que le label a fortement financé son prochain album qui tarde à arriver. Après une démonstration peu concluante du nouveau projet de Rage, David Schneider est poussé à la démission.
Entre-temps, Steven rencontre Rudi, un artiste allemand, qui lui propose de diffuser son dernier tube au Royaume-Uni, Suck My Dick. Réticent dans un premier temps en raison de la vulgarité des paroles et de la qualité de la musique, il finit par accepter de signer en raison de son succès en boîte de nuit. Mais le tube fait un flop sur le territoire, n'étant pas repris à la radio. À la suite de cela, Steven apprend que son collègue Waters est le favori pour reprendre le poste de directeur artistique malgré sa toxicomanie et son incompétence, et le tue dans son appartement dans un accès de colère.
Par la suite, Steven rencontre les membres de Songbird, un groupe de filles vulgaires et sans talent, qu'il signe tout de même en raison de leur potentiel commercial. Il rencontre également le plus prometteur groupe de rock indépendant The Lazies, mais la rencontre se passe mal, notamment en raison du sexisme de Steven envers la chanteuse du groupe.
Steven commence alors une longue descente aux enfers. D'une part, c'est son concurrent le talentueux et renommé directeur artistique Anthony Parker-Hall, démissionnaire d'EMI, qui obtient le poste de directeur artistique au label, et qui signe The Lazies. D'autre part, il est harcelé par l'inspecteur Woodham qui est chargé de l'enquête sur la mort de Waters, mais qui est également musicien et voudrait signer avec un label. Enfin, Rebecca, la secrétaire de Steven, le soupçonne d'être l'assassin de Waters et le fait chanter afin d'obtenir une promotion.
C'est finalement Parker-Hall qui lui fait remonter la pente, en raison du succès fulgurant de Songbird à travers le pays. Steven est alors encensé par le label et retrouve sa place. Il décide de planifier une série de vengeances. Il piège Parker-Hall en installant des images pédopornographiques dans son ordinateur, ce qui l'envoie en prison. Puis il piège Woodham en lui faisant croire qu'il lui a trouvé un producteur, puis fête ça avec lui et Rebecca en lui faisant consommer de la drogue, puis en filmant leurs ébats avec une caméra cachée. Rebecca qui pensait être sa complice est en fait aussi piégée, car il la tue alors en faisant croire à Woodham à un accident. Woodham se débarrasse du corps, puis est poussé au suicide par Steven.
Entre-temps, Rage a fait une overdose qui lui laisse de lourdes séquelles. Steven décide de s'en servir pour publier son nouvel album (retravaillé) et celui-ci rencontre le succès critique. À la suite de cela et à la démission de Parker-Hall, Steven devient le nouveau directeur artistique du label.

## Fiche technique
Sauf indication contraire, les informations mentionnées dans cette section peuvent être confirmées par la base de données cinématographiques IMDb,  présente dans la section « Liens externes ».
- Titre original : Kill Your Friends
- Réalisation : Owen Harris
- Scénario : John Niven, d'après son roman Kill Your Friends
- Direction artistique : Charlotte Pearson
- Décors : James Price
- Costumes : Susie Coulthard et Hannah Glossop
- Photographie : Gustav Danielsson
- Montage : Bill Smedley
- Musique : Junkie XL
- Production : Gregor Cameron, Will Clarke

Producteurs délégués : Leonard Blavatnik, Ivan Dunleavy, Aviv Giladi, Andy Mayson, Steve Norris, Danny Perkins et Mike Runagall
- Sociétés de production : Unigram, AI-Film et Altitude Film Entertainment
- Sociétés de distribution : Well Go USA Entertainment (Canada, États-Unis), Chrysalis Films (France)
- Pays d'origine : Royaume-Uni
- Langue originale : anglais
- Genre : comédie noire
- Durée : 103 minutes
- Dates de sortie[1] :
  -  Canada : 12 septembre 2015 (festival international du film de Toronto)
  -  Royaume-Uni : 6 novembre 2015
  -  France : 2 décembre 2015
- Interdit aux moins de 12 ans lors de sa sortie en salles en France

## Distribution
- Nicholas Hoult (VF : Yoann Sover) : Steven Stelfox
- Craig Roberts (VF : Benjamin Bollen) : Darren
- James Corden (VF : Christophe Lemoine) : Waters
- Tom Riley (VF : Axel Kiener) : Parker-Hall
- Georgia King (VF : Laurence Sacquet) : Rebecca
- Jim Piddock (VF : Gabriel Le Doze) : Derek Sommers
- Edward Hogg (VF : Arnaud Bedouet) : DC Woodham
- Ed Skrein (VF : Ludovic Baugin) : Rent
- Damien Molony : Ross
- Joseph Mawle (VF : Alexis Victor) : Trellick
- Ella Smith (en) (VF : Camille Donda) : Nikki
- Moritz Bleibtreu (VF : Damien Ferrette) : Rudi
- Rosanna Arquette (VF : Brigitte Berges) : Barbara

 Source et légende : version française (VF) sur RS Doublage

## Bande originale
| 1.  | Beetlebum                                | Damon Albarn                                                 | Blur                         | 5:05 |
| 2.  | Good Thing                               |                                                              | Rudimental feat. John Newman | 3:46 |
| 3.  | Overload                                 |                                                              | Bastille                     | 3:46 |
| 4.  | Setting Sun                              | Noel Gallagher                                               | The Chemical Brothers        | 5:29 |
| 5.  | Cigarettes and Alcohol                   | Noel Gallagher                                               | Oasis                        | 4:50 |
| 6.  | The Killing Moon                         | Will Sergeant, Ian McCulloch, Les Pattinson, Pete de Freitas | Echo and the Bunnymen        | 5:46 |
| 7.  | 6 Underground (reprise de Sneaker Pimps) | Chris Corner, Liam Howe, Ian Pickering                       | Maxine Ashley                | 4:06 |
| 8.  | Remember Me (Sure is Pure)               |                                                              | Blue Boy                     | 3:49 |
| 9.  | Shimmy Shimmy Ya                         | Robert Diggs, Russell Jones                                  | Ol' Dirty Bastard            | 2:42 |
| 10. | Blowin' Up the Spot                      | Christopher Martin, Keith Elam                               | Gang Starr                   | 3:11 |
| 11. | Smack My Bitch Up                        | Liam Howlett                                                 | The Prodigy                  | 5:43 |
| 12. | Heroes                                   |                                                              | Frida Sundemo                | 2:57 |
| 13. | Encore une fois (Future Breeze edit)     | Ralf Kappmeier, Sascha Lappessen, Thomas Alisson             | Sash!                        | 3:48 |
| 14. | Suck My Dick                             |                                                              | Doof                         | 1:12 |
| 15. | Sun Goes Down                            |                                                              | Songbirds                    |      |
| 16. | Return of the Mack (C&J radio edit)      | Mark Morrison                                                | Mark Morrison                | 3:31 |
| 17. | Blood Hands                              | Mike Kerr, Ben Thatcher                                      | Royal Blood                  | 3:09 |

## Autour du film
Les artistes/groupes cités dans le film sont :
- Menswear : groupe de britpop
- Mike Hedges : ingénieur du son
- Guy Stevens : producteur de l'album London Calling des Clash (1979)
- ABBA
- Sonic Youth : groupe de rock alternatif
- Seal : chanteur britannique
- Oasis
- Spice Girls
- Jarvis Cocker : chanteur du groupe de britpop Pulp
- Paul Weller : auteur-compositeur britannique
- Supergrass : groupe de britpop
- Tom Verlaine : artiste américain
- Gil Norton : producteur des Pixies
- Steve Albini : producteur de l'album In Utero de Nirvana
- Dick Rowe : directeur artistique connu pour avoir "refusé" les Beatles
- Bono : chanteur de U2
- Madonna
- Spice Girls : groupe de girl band britannique (avec la chanteuse Geri Halliwell)
- Kate Bush, Marianne Faithfull, Joni Michell, Debbie Harry, Cher,
- Mick Jagger, David Bowie, Eric Clapton
- Nanci Griffith, Emmylou Harris, Chrissie Hynde
- Clip vidéo de Karma Police de Radiohead (1997)
- John Hammond, Ahmet Ertegün, Chris Blackwell : producteurs de musiques (ayant produits Bob Dylan, Led Zeppelin, Ray Charles, Bob Marley, Bruce Springsteen)
- Albums The Cutter d'Echo and the Bunnymen [sic][4], Rio de Duran Duran et Blue Monday (single) de New Order